# Frita
A frita é um composto cerâmico que foi fundido num forno dedicado, e depois fundido, resfriado e moído. As fritas são uma parte importante dos processos de fabrico de compostos de esmalte e vidrados. A função desta pré-fusão é tornar quaisquer componentes solúveis ou tóxicos em componentes insolúveis, através da sua combinação com a sílica e outros óxidos adicionados. Contudo, nem todo o vidro que é fundido e resfriado em água é frita, uma vez que este método de arrefecimento de vidro em fusão é amplamente usado na manufactura de vidro.